# Filip Bernard
Filip Bernard, slovenski glasbenik in dirigent, * 24. april 1896, Jesenice, † 2. avgust 1984, Ljubljana.

## Življenje in delo
Rodil se je očetu ključavničarju Nikolaju (po rodu iz [[Bohinjska Bistrica|Bohinjske Bistrice) in materi Johani (roj. Iskra).
Izučil se je za železostrugarja, vendar se je že v mladosti posvetil glasbi. Glasbeno se je izpopolnjeval na ljubljanskem glasbenem konservatoriju ter deloval kot dirigent tovarniških, delavskih in poklicnih orkestrov ter zborov. V napredno delavsko gibanje se je vključil 1920, pri čemer je sodeloval s komunisti; na njegovem domu na Vodnikovi cesti v Zgornji Šiški so 22. junija 1941 ustanovili Vrhovno poveljstvo slovenskih partizanskih čet. Fašistična policija ga je leta 1942 aretirala in poslala v konfinacijo v Abruce. Po italijanski kapitulaciji je prišel v Gravino, bil med ustanovitelji Pevskega zbora NOVJ Srečko Kosovel in kot kulturni referent 20. divizije prišel v Trst. Od tam je junija 1945 odšel v Ljubljansko Opero, nekaj mesecev kasneje pa v Mariboru sodeloval pri ustanovitvi povojne Opere. Leta 1948 se je vrnil v Ljubljano, kjer je deloval v Slovenski filharmoniji in radijskem orkestru. Napisal je več popularnih glasbenih del. Za udeležbo v narodnoosvobodilni borbi je prejel partizansko spomenico 1941.